# Antonio Branciforte Colonna
Antonio Branciforte Colonna (ur. 28 stycznia 1711 w Palermo, zm. 31 lipca 1786 w Agrigento) – włoski kardynał.

## Życiorys
Urodził się 28 stycznia 1711 roku w Palermo, jako syn Giuseppego Branciforte i Anny Marii Naselli e Fiorito. Studiował na La Sapienzy, gdzie uzyskał doktorat utroque iure. Następnie został referendarzem Trybunału Obojga Sygnatur i regentem Kancelarii Apostolskiej. 1 stycznia 1754 roku przyjął święcenia diakonatu, a 2 lutego – prezbiteratu. 11 lutego został tytularnym arcybiskupem Tesalonik, a sześć dni później przyjął sakrę. W tym samym roku został nuncjuszem w Wenecji. Za jego kadencji miał miejsce czteroletni kryzys w relacjach Republiki ze Stolicą Piotrową, zażegnany przez Klemensa XIII. 26 września 1766 roku Colonna został kreowany kardynałem prezbiterem i otrzymał kościół tytularny Santa Maria in Via. W latach 1769–1776 był legatem w Bolonii. W 1776 roku został arcybiskupem ad personam Agrigento. Rzadko rezydował w diecezji, większość czasu spędzając w Palermo. Zmarł 31 lipca 1786 roku w Agrigento.